# Macroingénierie
En ingénierie, la macroingénierie (également écrite macro-ingénierie ou nommée méga-ingénierie) est la mise en œuvre de projets de conception à très grande échelle. Cela peut être considéré comme une branche du génie civil ou de l'ingénierie des structures, mais seulement sur une très grande superficie. Ce domaine regroupe la gestion des ressources, de la technologie et de l'opinion publique à grande échelle pour mener à bien des tâches complexes qui durent sur une longue période.
Contrairement aux projets d'ingénierie conventionnels, les projets de macro-ingénierie (appelés macroprojets ou mégaprojets) sont multidisciplinaires, impliquant la collaboration de tous les domaines d'études ; ils impliquent non seulement des ingénieurs, mais aussi des scientifiques, des avocats, des industriels, des soldats et des politiciens. Les macroprojets sont généralement internationaux ; ils dépassent les frontières politiques parce que la plupart des pays n'ont pas la capacité sociale, financière ou physique de les entreprendre seuls. En conséquence, les macro-projets ont le pouvoir de transformer fondamentalement leurs zones d’implantations.
La macro-ingénierie est un domaine en évolution qui ne reçoit de l'attention que depuis peu. Parce que nous avons affaire à des défis de portée multinationale, tels que le  réchauffement climatique et la pollution, la macro-ingénierie apparaît comme une solution transcendante aux problèmes mondiaux. La macro-ingénierie, ou méga-ingénierie, est distincte de l’ingénierie à grande échelle qui traite des projets à l'échelle planétaire ou stellaire. Alors que la macro-ingénierie est actuellement une réalité, l'ingénierie à grande échelle fait encore partie du domaine de la fiction spéculative.

## La macro-ingénierie dans la réalité
Les macro-projets du passé incluent la construction du canal de Panama et du canal de Suez, du tunnel sous la Manche, la construction de pipelines et plus récemment l’effort international pour standardiser la communication par satellite.
Deux centres sont actuellement axés sur la théorie et la pratique de la macro-ingénierie. Il s’agit de l’Institut Candida Oancea à Bucarest (Roumanie) et le Centre pour les macroprojets et la diplomatie (The Center for Macro Projects and Diplomacy) de l'Université Roger Williams à Bristol (États-Unis).